# Fabrizio Leo
Fabrizio Leo, noto anche con lo pseudonimo di Bicio (Abbiategrasso, 28 luglio 1971), è un chitarrista italiano.

## Biografia
Comincia a suonare in giovane età, approfondendo le tecniche dei virtuosi delle sei corde degli anni ottanta, studiandone metodi e video didattici. Comincia così a fine anni novanta il suo impegno con alcuni tra i più noti esponenti della musica italiana del periodo, fino alla realizzazione nel 2006 del suo primo disco da solista, Cutaway, prodotto da Mike Varney.
Nel 2011, esce il suo secondo album da solista, Mr. Malusardi, anch'esso prodotto da Mike Varney. Il disco rappresenta un'ulteriore evoluzione della sua tecnica. Da segnalare la presenza di Stuart Hamm nel brano Corriendo.

## Discografia
- 2006 - Cutaway
- 2011 - Mr. Malusardi
- 2014 - Spectrum of My Past
- 2017 - Coming Home